# عمر محمد
عمر محمد (بالإنجليزية: Omar Mohamed)‏ (1997 بمقديشو في الصومال - ) هو لاعب كرة قدم صومالي وأمريكي في مركز الوسط. لعب مع بروتلاند تمبرز 2 وFC Cincinnati (2016–2018) ‏.

## وصلات خارجية
- عمر محمد على موقع أرشيف الشارخ.
- عمر محمد على موقع اتحاد تركيا (لاعب) (الإنجليزية)
- عمر محمد على موقع قاعدة بيانات كرة القدم.إي يو (الإنجليزية)
- عمر محمد على موقع ناشيونال فوتبول تيمز (الإنجليزية)
- عمر محمد على موقع Soccerway.com (الإنجليزية)